# Art Monterastelli
 (juin 2016).
Si vous disposez d'ouvrages ou d'articles de référence ou si vous connaissez des sites web de qualité traitant du thème abordé ici, merci de compléter l'article en donnant les références utiles à sa vérifiabilité et en les liant à la section « Notes et références ».
Art Monterastelli, de son vrai nom Arthur Thomas Monterastelli, né le 24 octobre 1957, est un scénariste, producteur et réalisateur américain.

## Biographie
Arthur Thomas Monterastelli a fréquenté l'université du Wisconsin et de San Francisco, sa spécialisation est le journalisme et la littérature anglaise.
Il a travaillé dans la Revue du Pacifique et la maison d'édition, Lizard Vintage.
Steven Spielberg a vu ses courts métrages en 1994 et a accepté de le laisser diriger le dernier épisode de High Incident en 1996.
En 1999, il a passé près de deux ans à développer le Total Recall pour la télévision.
Il a collaboré avec William Friedkin sur plusieurs projets. Le premier d'entre eux était Youngstown, une adaptation du livre Journey To Nowhere par les gagnants du prix Pultizer Maharidge Dale et Michael Williamson. Le livre a également été une des inspirations pour l'album de Bruce Springsteen The Ghost of Tom Joad.
En 2008, Art Monterastelli a coécrit le scénario de John Rambo avec Sylvester Stallone.

## Filmographie
Scénarios
- 2008 : Notorious, série télévisée
- 2008 : John Rambo
- 2007 : Buried Alive
- 2003 : Traqué (The Hunted)
- 1999 : Total Recall 2070, série télévisée, 8 épisodes
- 1997-1998 : Timecop, série télévisée, 2 épisodes
- 1996-1997 : Haute Tension (High Incident), série télévisée, 5 épisodes
- 1995-1996 : L'Homme de nulle part (Nowhere Man), série télévisée, 5 épisodes
- 1994-1995 : Sirènes (Sirens), série télévisée, 3 épisodes
- 1994 : Working Stiffs
- 1993 : Coup de foudre à Miami (Moon Over Miami), série télévisée, 2 épisodes
- 1993 : SeaQuest, police des mers (SeaQuest DSV), série télévisée, 1 épisode
- 1993 : New York Police Blues (NYPD Blue), série télévisée, 1 épisode
- 1992 : Going to Extremes, série télévisée
- 1989 : Tom Bell, série télévisée
- 1986 : Histoires de l'autre monde (Tales from the Darkside), série télévisée, 1 épisode